# 唐納德·L·柯克派屈克
唐納德·L·柯克派屈克（英語：Donald L. Kirkpatrick，1924年3月15日—2014年5月9日），前威斯康星大学麦迪逊分校的名譽教授，並曾擔任人才發展協會會長。他知名於他自創極具影響力的柯氏四級培訓評估模式（Kirkpatrick Model），並於1954年作為他的博士論文主題。

## 四個層次的學習評估
柯克派屈克的四個級別被設計為評估培訓員工計劃的一系列方法。許多從業人員認為，隨著您通過每個級別，評估變得更加困難並且需要更多時間。Clomedia.com編輯則建議「最好將各層次視為分類方案」（即最初目的）以指導您的員工在什麼級別應用於評估任務。柯氏四級培訓評估模式的四個層次如下：
1. 層次一（Level 1），反應層次（Reactions）：學習者對於本次學習反應如何，也就是學習者喜不喜歡這次的學習活動。
2. 層次二（Level 2），學習層次（Learning）：學習者從本次的學習活動或方案中學到了哪些知識、技能或心態上的轉變。
3. 層次三（Level 3），行為層次（Behavior）：學習者要如何運用本次學習活動中所學習到的知識、技能或態度，也就是如何將所學轉化成行動並展現出來。
4. 層次四（Level 4），成果層次（Results）：本次的學習活動或方案中產生了哪些影響或結果，成果層次也是屬於最高層次的評量。

而有部分學者建議增加投資報酬率層次為層次五（Level 5），其本質是將關於標準模型的層次四與訓練的總體成本進行比較。

## 外部連結
- Don Kirkpatrick: The Father of the Four Levels - (Biographical article from Chief Learning Officer Magazine, November 2009): " （页面存档备份，存于）"
- Report of Dr. Kirkpatrick's passing away: "https://web.archive.org/web/20140627121849/http://www.workforce.com/articles/20467-four-levels-of-measurement-creator-don-kirkpatrick-dies"
- Kirkpatrick website: "https://www.kirkpatrickpartners.com/the-kirkpatrick-model/ （页面存档备份，存于）"